# U-17-Fußball-Südamerikameisterschaft 2017
Die U-17-Fußball-Südamerikameisterschaft 2017 fand vom 23. Februar bis zum 19. März 2017 in Chile statt. Es war die 14. Ausgabe des Turniers.
Die vier nach Abschluss des Turniers bestplatzierten Auswahlmannschaften qualifizierten sich für die U-17-Weltmeisterschaft 2017 in Indien.
Aus der Veranstaltung ging die U-17 Brasiliens als Sieger hervor. Die Plätze zwei bis vier belegten die Nationalteams aus Chile, Paraguay und Kolumbien. Torschützenkönig des Turniers war mit sieben erzielten Treffern der Brasilianer Vinícius Júnior.

## Spielorte
Die Partien der U17-Südamerikameisterschaft fanden in drei Stadien statt.
- Estadio El Teniente – Rancagua – 14.087 Plätze
- Estadio Fiscal de Talca – Talca – 8.324 Plätze
- Estadio La Granja – Curicó – 8.278 Plätze

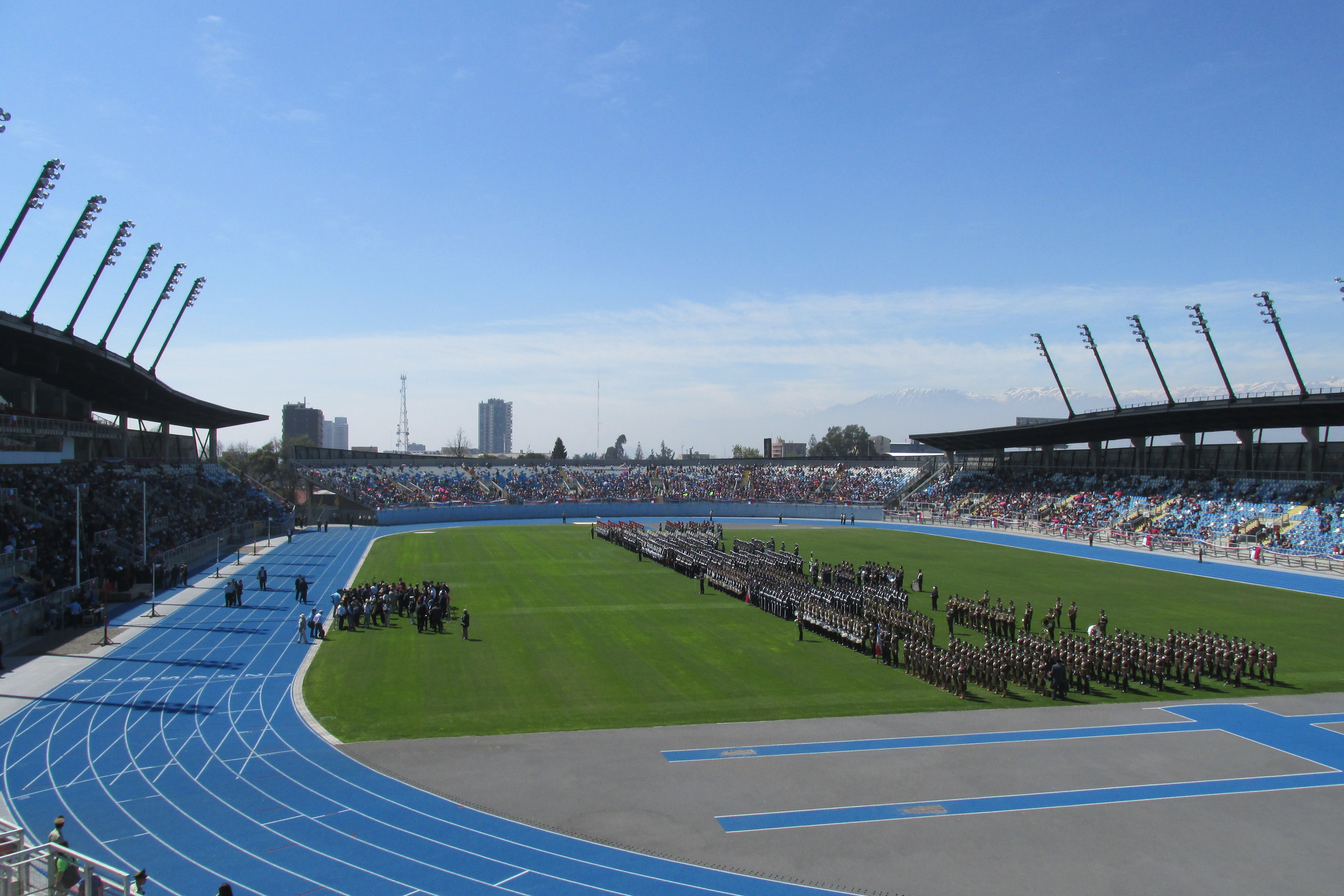
Estadio El Teniente
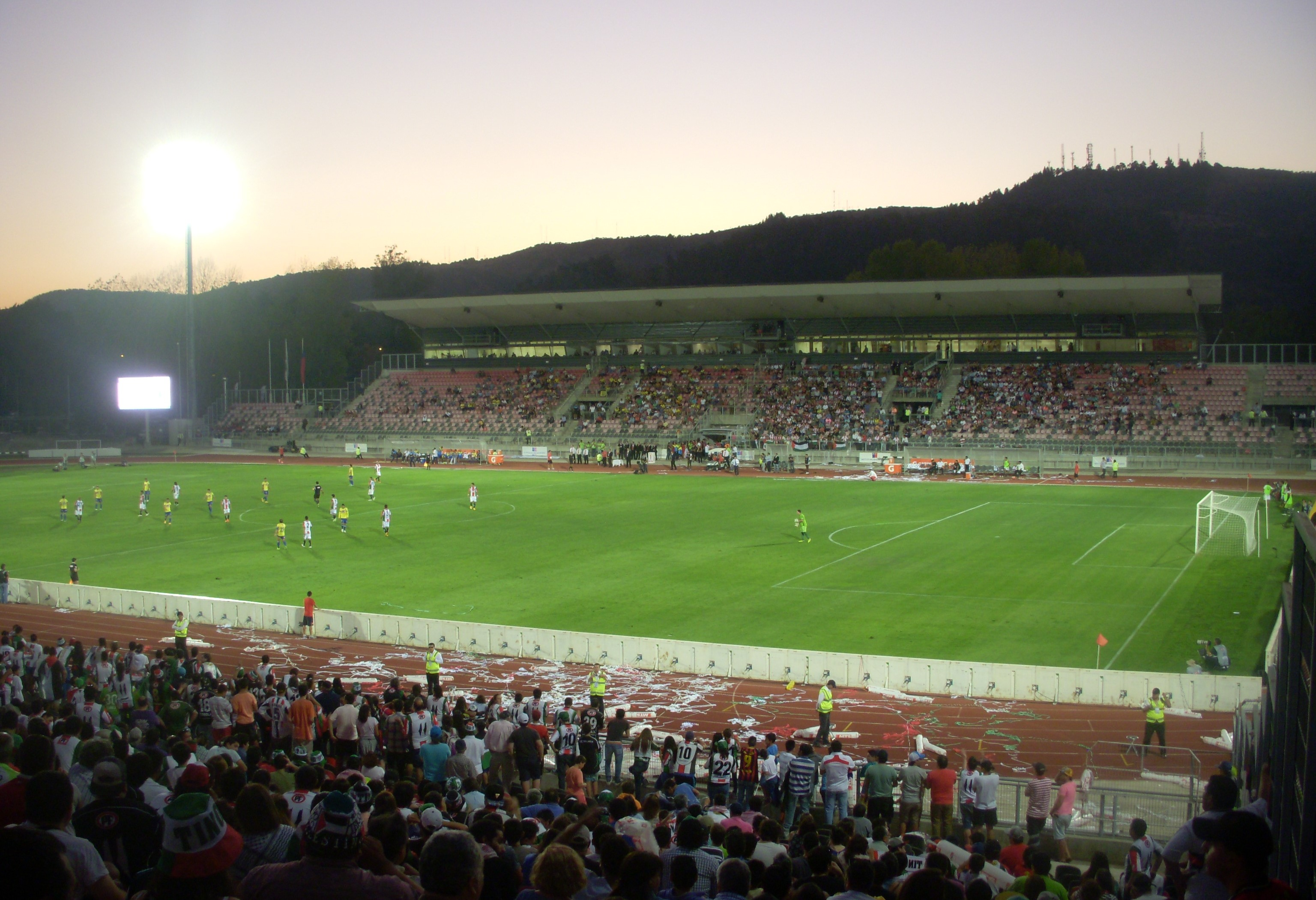
Estadio Fiscal de Talca
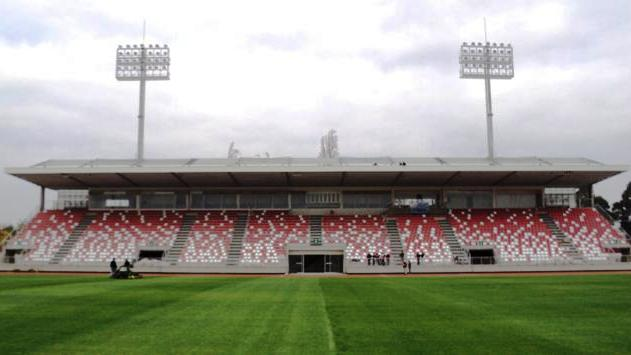
Estadio La Granja

## Modus
Gespielt wurde in zwei Fünfer-Gruppen und einer anschließend ebenfalls im Gruppenmodus ausgetragenen Finalphase mit sechs Mannschaften.
Es nahmen am Turnier die Nationalmannschaften Argentiniens, Boliviens, Brasiliens, Chiles, Ecuadors, Kolumbiens, Paraguays, Perus, Uruguays und Venezuelas teil.

## Gruppenphase

### Gruppe A
| Pl.                             | Land      | Sp. | S | U | N | Tore    | Diff. | Punkte |
| ------------------------------- | --------- | --- | - | - | - | ------- | ----- | ------ |
| 1.                              | Chile     | 4   | 2 | 2 | 0 | 004:200 | +2    | 08     |
| 2.                              | Kolumbien | 4   | 2 | 1 | 1 | 008:600 | +2    | 07     |
| 3.                              | Ecuador   | 4   | 2 | 0 | 2 | 003:300 | ±0    | 06     |
| 4.                              | Uruguay   | 4   | 1 | 1 | 2 | 004:500 | −1    | 04     |
| 5.                              | Bolivien  | 4   | 1 | 0 | 3 | 003:600 | −3    | 03     |
| Qualifiziert für die Finalrunde |           |     |   |   |   |         |       |        |

|                              |   |           |           |
| 23.2. in Estadio El Teniente |   |           |           |
| Ecuador                      | – | Kolumbien | 1:2 (1:0) |
| Chile                        | – | Bolivien  | 1:0 (1:0) |
| 25.2. in Estadio El Teniente |   |           |           |
| Ecuador                      | – | Uruguay   | 1:0 (1:0) |
| Chile                        | – | Kolumbien | 1:1 (0:0) |
| 27.2. in Estadio El Teniente |   |           |           |
| Uruguay                      | – | Kolumbien | 1:3 (1:1) |
| Ecuador                      | – | Bolivien  | 1:0 (0:0) |
| 1.3. in Estadio El Teniente  |   |           |           |
| Kolumbien                    | – | Bolivien  | 2:3 (0:2) |
| Chile                        | – | Uruguay   | 1:1 (0:0) |
| 3.3. in Estadio El Teniente  |   |           |           |
| Uruguay                      | – | Bolivien  | 2:0 (1:0) |
| Chile                        | – | Ecuador   | 1:0 (1:0) |

### Gruppe B
| Pl.                             | Land        | Sp. | S | U | N | Tore    | Diff. | Punkte |
| ------------------------------- | ----------- | --- | - | - | - | ------- | ----- | ------ |
| 1.                              | Brasilien   | 4   | 3 | 1 | 0 | 007:100 | +6    | 10     |
| 2.                              | Paraguay    | 4   | 2 | 2 | 0 | 006:300 | +3    | 08     |
| 3.                              | Venezuela   | 4   | 2 | 1 | 1 | 006:500 | +1    | 07     |
| 4.                              | Argentinien | 4   | 1 | 0 | 3 | 003:400 | −1    | 03     |
| 5.                              | Peru        | 4   | 0 | 0 | 4 | 002:110 | −9    | 0      |
| Qualifiziert für die Finalrunde |             |     |   |   |   |         |       |        |

|                                  |   |             |           |
| 24.2. in Estadio La Granja       |   |             |           |
| Argentinien                      | – | Venezuela   | 0:1 (0:0) |
| Brasilien                        | – | Peru        | 3:0 (3:0) |
| 26.2. in Estadio La Granja       |   |             |           |
| Argentinien                      | – | Paraguay    | 0:1 (0:1) |
| Brasilien                        | – | Venezuela   | 1:0 (0:0) |
| 26.2. in Estadio Fiscal de Talca |   |             |           |
| Paraguay                         | – | Venezuela   | 2:2 (1:0) |
| Argentinien                      | – | Peru        | 3:0 (2:0) |
| 2.3. in Estadio Fiscal de Talca  |   |             |           |
| Venezuela                        | – | Peru        | 3:2 (2:2) |
| Brasilien                        | – | Paraguay    | 1:1 (1:1) |
| 4.3. in Estadio Fiscal de Talca  |   |             |           |
| Paraguay                         | – | Peru        | 2:0 (2:0) |
| Brasilien                        | – | Argentinien | 2:0 (0:0) |

## Finalrunde
| Pl.                                                                                            | Land      | Sp. | S | U | N | Tore    | Diff. | Punkte |
| ---------------------------------------------------------------------------------------------- | --------- | --- | - | - | - | ------- | ----- | ------ |
| 1.                                                                                             | Brasilien | 5   | 4 | 1 | 0 | 017:200 | +15   | 13     |
| 2.                                                                                             | Chile     | 5   | 3 | 0 | 2 | 003:700 | −4    | 09     |
| 3.                                                                                             | Paraguay  | 5   | 2 | 2 | 1 | 010:700 | +3    | 08     |
| 4.                                                                                             | Kolumbien | 5   | 2 | 1 | 2 | 004:600 | −2    | 07     |
| 5.                                                                                             | Venezuela | 5   | 1 | 1 | 3 | 005:100 | −5    | 04     |
| 6.                                                                                             | Ecuador   | 5   | 0 | 1 | 4 | 005:120 | −7    | 01     |
| U-17-Südamerikameister und qualifiziert für die U-17-WM 2017 Qualifiziert für die U-17-WM 2017 |           |     |   |   |   |         |       |        |

|                              |   |           |           |
| 7.3. in Estadio El Teniente  |   |           |           |
| Kolumbien                    | – | Ecuador   | 2:1 (0:1) |
| Chile                        | – | Venezuela | 1:0 (1:0) |
| Brasilien                    | – | Paraguay  | 2:2 (2:0) |
| 10.3. in Estadio El Teniente |   |           |           |
| Paraguay                     | – | Ecuador   | 2:2 (1:2) |
| Chile                        | – | Kolumbien | 1:0 (1:0) |
| Brasilien                    | – | Venezuela | 4:0 (2:0) |
| 13.3. in Estadio El Teniente |   |           |           |
| Kolumbien                    | – | Venezuela | 0:0       |
| Chile                        | – | Paraguay  | 0:2 (0:2) |
| Brasilien                    | – | Ecuador   | 3:0 (2:0) |
| 16.3. in Estadio El Teniente |   |           |           |
| Paraguay                     | – | Venezuela | 3:1 (2:0) |
| Chile                        | – | Ecuador   | 1:0 (1:0) |
| Brasilien                    | – | Kolumbien | 3:0 (1:0) |
| 19.3. in Estadio El Teniente |   |           |           |
| Ecuador                      | – | Venezuela | 2:4 (1:2) |
| Kolumbien                    | – | Paraguay  | 2:1 (1:1) |
| Chile                        | – | Brasilien | 0:5 (0:2) |

## Schiedsrichter
- Jorge Baliño und Fernando Rapallini
- Juan Nelio García
- Raphael Claus
- Eduardo Gamboa
- Luis Sánchez
- Juan Albarracín
- José Méndez
- Michael Espinoza
- Leodán González und Óscar Rojas
- Adrián Cabello